# Deltaodon rubrotincta
Deltaodon rubrotincta is een tweekleppigensoort uit de familie van de Arcidae. De wetenschappelijke naam van de soort is voor het eerst geldig gepubliceerd in 1958 door Kuroda & Habe in Habe.